# 粉绿蒲公英
粉绿蒲公英（学名：Taraxacum dealbatum）是菊科蒲公英属的植物。分布在哈萨克斯坦、蒙古、俄罗斯以及中国大陆的新疆等地，生长于海拔800米至3,200米的地区，一般生于河漫滩草甸以及农田水边，目前尚未由人工引种栽培。